# 長井盆地

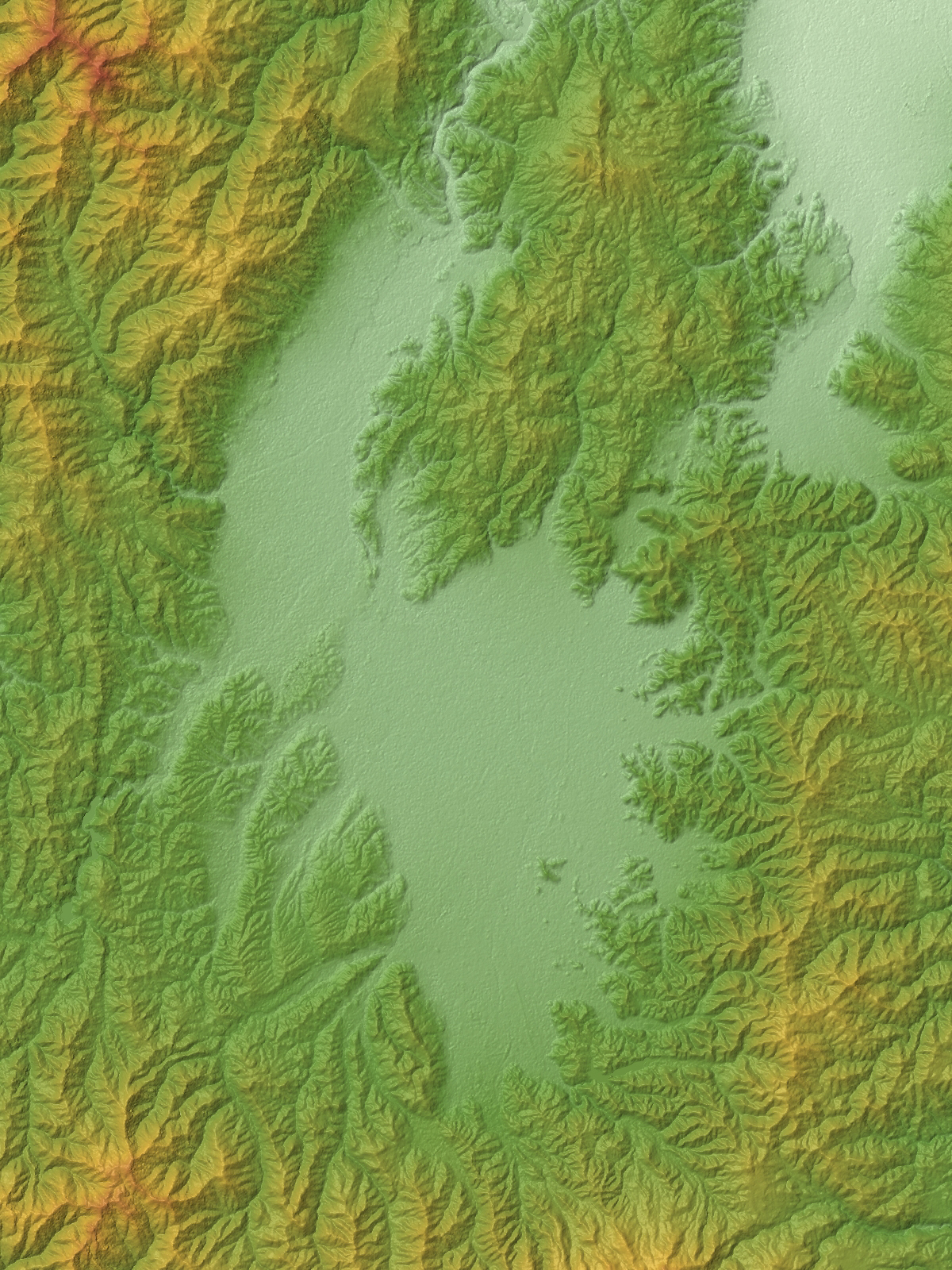
広義の米沢盆地の地形図。左上の平坦地が長井盆地。右上の平坦地は山形盆地

長井盆地（ながいぼんち）は、山形県中央に位置する盆地である。

## 概要
米沢盆地の北に位置する。南北に細長い形をしていて、西に朝日山地、南から北に最上川が流れており、稲作が盛んである。最上川に沿って南に行くに従い土地は高くなり、南端は小規模の丘陵を挟んで米沢盆地に隣接する。山形鉄道が走っている。また、長井市は花などの観光名所でもある。

## 市町村
長井市・白鷹町・飯豊町